# Bbs Paranoicos
BBS Paranoicos es una banda chilena de punk, rock y hardcore formada en 1991. Su más reciente álbum "Delusional" (2018),  obtuvo el Premio Pulsar como Mejor artista de Rock 2019 . En plena promoción de este trabajo, la banda ha realizado en una larga gira por Chile y ha visitado países como Perú y México, donde se presentaron en Domination Fest Mx. Paralelamente, Radio Sonar FM los destaca como uno de los 50 mejores discos de la década.
Sus integrantes actuales son Carlos Kretschmer (bajo/voz y coros), Pedro López (guitarra), Ignacio Ibarra (voz, guitarra) y Juan Herrera (batería). BBS Paranoicos es considerada popularmente una de las bandas más influyentes del hardcore punk chileno.

## Historia

### Inicios eIncierto Final(1991-1994)
La banda inició en el 1991, por Alex Patiño (voz), Carlos Kretschmer (bajo), Pedro López (guitarra) y Juan Herrera (batería), quienes venían de grupos ya disueltos de la fundacional escena punk de Santiago como Los KK Urbana (Carlos), Toque de Queda (Alex),  y Los Indeseables (Juan y Pedro). Kretschmer y Patiño se conocieron en la Tercera Bienal Underground de 1989, ambos vivián en Maipú y se quedaron sin proyecto musical, luego de la separación de Los KK y Toque de Queda. Después de esto, no dudaron comenzar a juntarse y armar un nuevo proyecto que llevaría por nombre Mentes Subterráneas, la breve antesala de BBS Paranoicos, Kretschmer explico: «El Álex vivía en Maipú y teníamos varias cosas en común, entonces nos fuimos haciendo amigos y coincidió en que nuestras bandas se acabaron en 1990 y a los dos nos quedaron las ganas de seguir tocando. En el verano del '90 decidimos juntarnos, ya que vivíamos cerca, aprovechamos el verano, tratábamos de juntarnos en la tarde, de hacer canciones e intentar algo. Y empezamos a juntarnos en mi casa a planear esto, y así armarnos Mentes Subterráneas, donde básicamente tocábamos canciones de Los KK y Toque de Queda. No teníamos mucho tiempo, ni más integrantes, ni nada, solo un par de canciones nuevas. Todo ese año nos dedicamos a ensayar lo que se podía e hicimos un par de tocatas, creo que dos; fue una cosa bien poco práctica, pero que nos sirvió para seguir en contacto».
De esta forma aparecen en la historia Pedro López y Juan Herrera. Pedro, a quien Carlos conoció a través de un amigo en común, y Juan, amigo de Pedro, a quien decidió llamar tras la fallida participación de Boyle, quien durante esos primeros meses había tomado el puesto de batería, aunque ni siquiera llegó al primer ensayo. Juan dijo: «Ellos buscaban a alguien que se pudiera hacer cargo de la batería, ahí fue cuando Pedro les comentó que había tocado conmigo en Los Indeseables. Así aparecí yo, que en realidad nunca había tocado batería. Solo con ganas y fe entre a formar parte de la banda». 
La joven y primeriza banda no se desalentaba con nada y lo que había empezado como una reunión de amigos de barrio para pasar los días metiendo ruido, ahora se encaminaba al siguiente nivel: grabar un demo que llevaría por nombre ''Dulces BBS Paranoicos'', compuesto por los temas ''Ilusión'', ''Camisas sucias'', ''No sé como pudo suceder'' y ''Terrible final''. Con un demo bajo el brazo y sus primeras reseñas en fanzines, la banda estaba expectante por debutar en vivo. Si bien todos ya habían vivido la experiencia con sus bandas anteriores, las ansias por seguir el periplo con BBS Paranoicos eran incontenibles. Y el 5 de octubre de 1991 lograron, una vez de manera impulsiva e improvisada, debutar en la Bienal realizada en el paradero 21 de Santa Rosa. Carlos miraba, como cada fin de semana, el programa musical de canal 7 conducido por Jorge Aedo y su insistente ''número 1, número 1, número 1'', Sábado Taquilla. Durante la emisión  el animador informó sobre una tocata en la calle Combarbalá, donde tocarían Fiskales Ad-Hok, Los Insurgentes, Santiago Rebelde, Represalia, Vandalik, Los Miserables, Políticos Muertos y Pablo Resaca. Por fin los BBS Paranoicos debutaron en vivo y lo hicieron en una auténtica fecha de punk local, tocando siete canciones, incluyendo un cover de Bad Religion, ''1000 more fools'', tema que realizaron de forma instrumental, ya que Álex prefirió no cantar sin conocer bien la letra en inglés.

### Fábricas Mágicas... Lápidas Tétricas(1994-1996)
Unos pocos meses antes de dejar a Alerce, Cedric se unió como segundo guitarrista a la banda, formación con la cual en septiembre de 1994 se efectúa la grabación de su segundo álbum Fábricas Mágicas... Lápidas Tétricas, editado en 1995 por el sello Toxic Records. Este disco dio a la banda un reconocimiento mayor, a través de las crítica s aparecidas en varios fanzines en América y Europa; gracias a esto, la banda hizo la gira "Hermanos de la Mente Furiosa", en Argentina, donde se realizaron tres conciertos en la ciudad de Buenos Aires junto al grupo local La Banda del Cuervo Muerto. El sello alemán "Scharze 7 Tontrager" incluye la canción "Mentira" en un 7" a beneficio, junto a bandas como Snuff (Londres), Dezerter y otras.

### Hardcore para Señoritas(1996-1998)
En 1996, la banda se abocó a la composición de un nuevo álbum, financiado y producido por su propio sello, "TaKe Sale!", Expresión alusiva a lo difícil que se hace para una banda realizar su trabajo en forma independiente. Con la inclusión de Omar Acosta en guitarra reemplazando a Cedric (quien se encontraba en Europa), editan su tercer disco “Hardcore para Señoritas”. Esta placa Marco a BBS Paranoicos como la banda revelación del under independiente chileno y consolidando a nivel latinoamericano. Para mejorar el alcance y la distribución el disco fue licenciado a Deifer records quienes realizaron ediciones en CD y casete. Posteriormente la placa fue relicenciada a Brutal recordz, compañía independiente basada en Santiago de Chile.
Luego de una agitada agenda que consistió en conciertos en vivo en Argentina y presentaciones en Santiago de Chile y el resto del país, coronando el periodo con una destacada presentación junto a los norteamericanos The Misfits en el Estadio Chile, La banda se abocó a la composición de un nuevo trabajo.

### Collagey salida de Alex Patiño (1998-1999)
El éxito recogido con Hardcore Para Señoritas, tanto a nivel de audiencia entre los circuitos hardcore y punk, como a nivel musical y creativo, plasmando un importante crecimiento y consolidación en su sonido, abrirá un expectante escenario para los siguientes pasos de BBS Paranoicos. Así transcurrirá tan solo un año y medio antes de que decidan retomar el trabajo en estudio en plan de sacar un nuevo disco, el que volverá a cruzar sus caminos con Alerce, esta vez en el marco de otro proyecto discográfico pensado para el rock bautizado como Alerta Diskos, creado por Claudio Gutiérrez, con quien nunca habían perdido el contacto. Para entonces la banda cuenta con poco material nuevo compuesto, pero no pueden rehusarse a la tentación de armar un nuevo disco en un estudio de calidad y con la ayuda de un sello conocido y profesional. Este nuevo cruce con Alerce significaba la posibilidad de contar con una buena distribución y difusión, y también se les presentaba la oportunidad de regresas al estudio donde había sido grabado su primer disco, uno de los mejores estudios de Chile por aquellos años. 
Este fue el último disco en el cual participó Patiño, quien se fue de la banda por falta de tiempo y por diferencias creativas, como lo explica en el libro Tanto Insistir: ''Simplemente estábamos en otra, cada uno en su mundo, veíamos el Hardcore Punk desde distintos lugares. Esto se fue dando de forma muy natural, sin ninguna mala onda con los chiquillos. Hubo varios factores personales que influyeron en que yo participara menos, además yo no enganchaba con lo que ellos querían hacer''.
Después de esto, la banda probaría con varios vocalistas para reemplazar a Patiño, pero ninguno los dejó satisfechos, por lo que decidieron cantar las canciones ellos mismos. Kretschmer y Acosta se dividieron las canciones vocalmente dependiendo de a quien le salía mejor cada canción. Este disco está compuesto por siete temas en estudio, además de trece canciones grabadas en vivo durante su presentación con los Misfits del 26 de julio de 1998 en el Estadio Víctor Jara. Este disco vio la luz pública en marzo de 1999, bajo licencia de su propio sello discográfico para el sello Alerce, quienes realizaron la fabricación y distribución en Chile.
El lanzamiento del disco Collage fue realizado en el mes de diciembre de 1998 en el gimnasio de Machasa con Acosta y Kretschmer en las voces, durante el llamado "Lanzamiento Dooble", junto a Fiskales Ad Hok , quienes realizaban la presentación del disco Fiesta. Abocados a la promoción de su álbum, BBS Paranoicos estuvo activo en 1999, durante el mes de mayo realizó una gira que los llevó a las ciudades de Puerto Montt, Temuco, Talca, Rancagua, Curicó, Concepción y Valparaíso, además de participar en importantes conciertos y festivales en Santiago como el "Resistencia Mapuche", "Los ciclos a Mil" (en el Teatro Monumental), ", entre otros) "La Cumbre Punk", "El Concierto de Etiqueta", entre otros, además, algunos frustrados como el "Antivitalicio II".

### Algo no Anda(2000-2001)
En mayo del 2000, la banda lanzó el EP El Ensayo, lanzado independientemente. Consta de quinientas ediciones numeradas.
El ensayo es la primera producción realizada tras la salida de su vocalista Alex Patiño, consta de 5 canciones grabadas en su propia sala de ensayos por el baterista Juan herrera y cantadas a la par por Omar Acosta y Carlos Kretschmer. El E.p. Tuvo una excelente acogida del público agotando la edición en tres semanas.
La banda se presenta en la emblemática Sala Laberinto de Santiago junto a los norteamericanos LagWagon y posteriormente junto a los suecos No Fun At All en la discoteque Zoom. 
Tocan junto a la emblemática banda norteamericana Dead Kennedys en el estadio Víctor Jara en 2001.
Al volver a estudio, graban su quinto álbum Algo no Anda, el que cuenta con catorce temas. Editado la compañía independiente vasca, Discos Suicidas , histórica casa discográfica de bandas como Eskorbuto, Reincidentes, El Último Ke Zierre, Piperrak, entre otros pilares del punk en español y del rock radical vasco.. Este disco fue distribuido en Argentina, México y España. 
Gracias a esta expansión musical, la banda se embarcó rumbo a una gira por España en febrero del 2001, visitando las ciudades de Bilbao, Santander, Valencia, Madrid y Jerez entre otras. Posteriormente lanzó a fines del 2001 un recopilatorio para Europa llamado The History of BBS Paranoicos: Escasos Éxitos por el sello alemán Paranoia! Recordings.

### Salida de Juan Herrera y Capital (2002-2004)
Para el verano de 2002, la banda registraba en el estudio de la CFA un demo con las primeras composiciones para su nuevo disco. Tras la grabación comenzaron a planificar una gira veraniega por distintas ciudades del sur de Chile -junto a las bandas Nosindependencia y S.I.A-, bautizada como Tour in the Night. La gira era parte de una intensa agenda de conciertos, sumándose a toda fecha que se les presentara, ya con un estatus de banda con buena convocatoria. Durante este periodo BBS contó con su primer mánager, Fabian Valdés, dueño de la disqueria Pateando Discos, y viajaron a Argentina para telonear a los emblemas del punk melódico ALL. También compartieron fechas con bandas trasandinas como Shaila y Eterna Inocencia, entre otras. Pero la mencionada gira veraniega sería un punto de discordia y dejaría al descubierto el creciente conflicto con su baterista Juan Herrera, un conflicto que se alimentaba de distintos motivos y circunstancias entre ellas un evidente estrés laboral de Herrera, contador de profesión, conjugado con lo que el baterista consideraba poco selectivas decisiones estratégicas en pos de una proyección de mayor crecimiento, lo que se tornó motivo de discusión recurrente. Estos conflictos se vieron acentuados por las explosivas reacciones del baterista, que fueron en escalada y que imposibilitaron cualquier tipo de comunicación y conciliación. Pero la posibilidad de una nueva gira sin una producción medianamente profesional y que brindara las mínimas condiciones logísticas, técnicas y de estadía, fueron la gota que rebalsó el vaso para Juan, rehusándose a participar en ella. Por su parte, la banda tenía su posición: Seguir adelante y girar sin el. En el libro “Tanto Insistir” Kretschmer cuenta: “En esa época teníamos varias fechas en vivo, en Argentina, en Valparaíso, en Iquique. La situación fue difícil para Juan porque estábamos tocando y saliendo mucho. Para la fecha con All en Argentina, de hecho, fuimos separados, Juan se quedó en otro hotel. Estabamos peleados. Después de eso empezamos a planificar esa gira de verano con S.I.A y Nosindependencia y ahí Juan dijo que no la hiciéramos y que si la hacíamos no iba, y no fue”. Por su parte Herrera cuenta: “ Después de la gira nos enojamos oficialmente y me dijeron que no querían tocar más conmigo”.
Tras la salida de Herrera, el grupo se veía en la obligación de encontrar un reemplazo, y en ello el receso de Fiskales Ad Hok vino como anillo al dedo, dejando libre a Rodrigo “Memo” Barahona, quien también había sido baterista de R.E.O. Memo Barahona parecía en muchas formas el reemplazo ideal, y así lo fue en la práctica. Su background en la escena y su afable y cooperador carácter fueron un bálsamo tras las asperezas vividas con Herrera, encajando tanto a nivel personal como musical, aportando un sustancial equilibrio y una inmediata estabilidad para continuar con los planes trazados, que contemplaban la grabación de nuevos temas para el disco recopilatorio de los diez años de trayectoria, Cambia el tiempo, y la grabación de un nuevo álbum. Memo cuenta en el libro Tanto Insistir: “Un día me llamaron para preguntarme si quería tocar con ellos. Les dije que sí de inmediato. Los BBS son amigos de carrera, de música, de la vida, yo hasta viví con el Oso. Ahí me mandaron un CD con veintitantos temas y me aprendí catorce para el primer ensayo. Y desde ese momento, por un año y algo, tocamos juntos”. Omar también se refirió a la llegada de Memo a la banda: “Me llevé bien en todo sentido con él, teníamos la misma edad y musicalmente yo le mostraba un riff y le achuntaba al toque, era súper acertado para tocar y para los arreglos. Nos cagábamos de la risa, echamos la talla, no teníamos ningún conflicto, por lo mismo después terminamos tocando juntos en Bonzo”. Durante la primera parte de 2003 BBS Paranoicos, con su nuevo baterista, se concentran en la grabación de tres temas inéditos para “Cambia el tiempo 1993-2003”, disco recopilatorio que celebra una década de discos publicados, editado con Alerta Diskos, el subsello de Alerce, reabriendo un nuevo acercamiento con la fonográfica y coronando su primer decenio con un disco cuya foto de carátula, de nuevo a cargo de Fabián Escalona, evocaba sus inicios, más precisamente la carátula de Incierto Final, con la banda reflejada en un espejo retrovisor, pero diez años después, mostrando el inevitable paso del tiempo y la llegada de uno nuevo. Cambia el tiempo fue el puente perfecto hacia su próximo disco y hacia el inicio de una segunda década de música en que continuaron experimentando cambios y crecimientos notorios que aqui se veían muy bien plasmados. 
Las composiciones que conformarían Capital venían trabajándose desde 2002—primero con Juan y luego con Memo— y durante la mayor parte de 2003, adquiriendo un macerado considerable tras la grabación de dos demos de preparación, primero con Alejandro Stephens en CFA y luego con Sebastian Ostornol, solo días antes de entrar a registrar el nuevo trabajo. Durante este periodo lograron definir un pie forzado para componer sus líricas en torno a un tema central: La vida en la urbe. Así, el segundo semestre de 2003 entraron a grabar el disco con las ideas claras y precisas, demostrando mayor control sobre cada proceso y ejerciendo un rol más empoderado. Carlos cuenta: “Todo surgió a partir de una de las primeras canciones compuestas por Omar, canción que le da el nombre al disco Capital. Me pareció un concepto fuerte para trabajar. La mayoría de las canciones estaban hechas pero no tenían letras, entonces conversamos la idea de armarlas a partir de un concepto central. Traté de enfocarme en el tema de la soledad, la hostilidad, la angustia, los cambios fuertes, quise hablar de cuando sientes que la calle te es indiferente y tú le eres indiferente a todo el mundo; eso era lo que yo estaba viviendo en ese momento y así las canciones fueron armadas en ese perfil a partir de las melodías que me entregaba Omar. Un día salimos a grabar ruidos de calle, sonidos, perros ladrando, cantores urbanos, vendedores callejeros, bares, ruidos urbanos para poner al final de cada canción”. El trabajo en estudio para Capital fue el más consistente, el más mesurado y sin grandes traspiés que entorpecieran su desarrollo. También fue el primer disco en que la producción musical corriera en buena medida por parte de Omar. Tomando tan solo una semana, el disco se registró entre el 27 de octubre y 2 de noviembre de 2003, en Estudios 380, el recién inaugurado estudio de alerce, junto a los ingenieros Jaime Valbuena, al comienzo, y Pablo Sepúlveda, el encargado de terminar la grabación y mezclar el disco junto al guitarrista. Omar dijo sobre el proceso de grabación: “Es un disco que tiene un sonido oscuro y guitarras en Re, sin distorsión y con sonido grave, pastoso, pesado. Yo escuchaba harto hard rock, ZZ Top o Thin Lizzy, cosas así, y fue el momento en que empecé a tratar de aplicar eso a BBS, buscar timbres más ricos y darle el sonido análogo a nuestra música”. Al registro y mezcla del disco le siguió un nuevo proceso, pensar y buscar a alguien que pudiera elaborar el arte en función del concepto Capital. Para ello, la banda se pondría en contacto con la encargada del departamento de arte de alerce, Mónica Larrea, autora de la carátula del disco Fatamorgana de Mecánica Popular. Ahora su tarea sería transmitirle a la artista la visión de una urbe sudamericana. El disco, financiado y editado por Alerta Diskos de alerce, fue publicado en abril de 2004, con un lanzamiento realizado en el Galpón Víctor Jara, apostando a una masiva convocatoria que cumplió tales expectativas en una sudorosa y abarrotada fecha, volviéndose la tónica de las tocatas de BBS.

### Llegada de Daniel Tobar y EP “Uno” y “Dos”(2004-2006)
Para el año 2004, y tras el regreso de Fiskales Ad Hok, Memo Barahona debe abandonar su puesto en BBS Paranoicos, obligándolos a buscar a un reemplazante. El nuevo baterista sería Daniel Tobar de 2X, quinteto líder de la movida aggro metal desde inicios de los 2000, y cuyo modelo de éxito comercial y de masividad sería el referente para la siguiente expansión de la banda. La llegada de Tobar abrirá una serie de nexos claves para la profesionalización y el crecimiento estratégico de BBS Paranoicos. 
Durante 2005, BBS Paranoicos publicó con el sello alerce los EP titulados “Uno” y “Dos”. Se trata de dos discos de tres canciones cada uno y cuyo mayor atractivo, además de ser los primeros registros con Tobar en la batería, es la inclusión de los únicos covers en inglés que han registrado hasta hoy, “I’m only happy when it rains” de Garbage y “We can work it out” de The Beatles. El tercer EP planificado, titulado “Tres”, nunca llegó a grabarse. Daniel dice sobre su llegada a BBS: “Con 2X y BBS erámos bandas amigas, ensayábamos en la misma casa, tocábamos juntos y, años antes, habíamos hecho el “Family Values” en versión chilena en la Laberinto. Después toqué la batería en “Lo Errazuriz Tornado”, segundo disco de Devil Presley, la banda de Omar y Rodrigo Inostroza. Tiempo después, Omar me llamó un día para preguntarme si conocia a algún baterista disponible que pudiera unirse a ellos, y le dije que 2X se estaba seprando y que yo feliz tocaba en BBS. A los días me confirmo que yo era el nuevo batero”. Krestchmer por su parte cuenta: “Daniel era súper pirinola y enérgico, llegó a los primeros ensayos y se sabía todos los temas”.
Al integrarse a BBS, Daniel Tobar le propuso a la banda contratar a Aldo Robledo como manáger, quien también había sido el manáger de 2X. Robledo cuenta: “Daniel Tobar me llamó para que escuchara a su nueva banda, BBS Paranoicos, me decía que eran muy buenos y querían trabajar conmigo, pero en ese momento yo estaba bastante desencantado de la escena nacional, de los músicos, de las personas y no quería saber nada. Daniel no dejó de insistir, y luego de dos años de pedirme que fuera a verlos y que trabajara con ellos porque eran diferentes, eran más adultos y personas maduras, accedí, y de verdad había un trabajo de muchos años”.

### Antídoto(2007-2008)
Tras el difícil periodo, pero habiendo sorteado el hundimiento del barco, para el verano del 2007 se comenzó a gestar la gira veraniega “El Regreso”, un tour que recorrió el país de Arica a Puerto Montt, donde se puso a prueba la gestión y eficencia del nuevo manáger, dando un salto cuantitativo en términos y condiciones para las presentaciones en vivo, hacíendose cargo del siempre ingrato trabajo de cerrar tratos, cobrar dinero y asegurarse de que se cumplieran las mínimas exigencias para tocar. Así se inauguraba la era Robledo. Kretschmer cuenta: “Cuando surgió la gira veraniega le empezamos a pasar esas llamadas al manáger. Siempre lo hacíamos nosotros mismos, y a los organizadores de tocatas les gusta tratar directo con las bandas porque son más blandas, se bajan la tarifa porque hay muchas ganas de tocar y vas transando lo básico. Así que era un alivio tener a alguien que se ocupara de eso y que además se encargara de poner las reglas y exigir un trato justo y digno. Logró levantar tocatas, subir el precio, asegurar buenas condiciones, pero a la mayoría de gente no le gustaba, quedaban espantados, pensaban que nos habíamos vuelto locos al trabajar con un manáger profesional”.
De regreso en Santiago, la banda se traslada a una nueva sala de ensayo conocida como la “ACMI”, una vieja casona de calle Santa Rosa, donde ensayaban decenas de bandas como Hielo Negro, Criacuervos y “Mal de Testa”. La mala racha que pasó la banda había quedado atrás y 2007 es el año para terminar de componer su nuevo disco, que sería el que cambiaría las cosas para los músicos. El primer paso de ese cambio fue la contratación de Mariano Pavez, quien además de haberlos grabado en el pasado, había sido el productor de Dracma, Dogma, Glup!, Canal Magdalena, Illapu y Los Miserables; en pocas palabras, era el responsable de buena parte del rock y del pop chileno que sonaba en la radio en ese momento. “Robledo nos dijo que teníamos que grabar con Mariano sí o sí, porque era el mejor productor musical especializado en rock en Chile. Había trabajado con el en 2X”. Declaró Acosta. 
Aún en proceso de terminar las canciones para el nuevo disco, los BBS se concentraron en su nuevo cuartel general, con sesiones de trabajo que solían terminar en la noche para luego rematar en una vieja fuente de soda llamada “Fuente Holandesa”. En una de esas habituales noches de cerveza y conversación, surgió una de las composiciones más importantes del futuro disco y de la historia de la banda, una melodía pegajosa que rondaba con insistencia la cabeza de Omar Acosta. “Después de los ensayos nos ibamos a carretear a la Fuente Holandesa, donde llegaba la “crème de la crème” a todas horas. Cada vez que me levantaba al baño comenzaba a sonar en mi cabeza la melodía y el coro de una canción nueva, me ponía a tararear, me pasó varias veces seguidas, asi fui desarrollando la canción que todos conocen como “La Rabia”. Dice Omar Acosta para el libro “Tanto Insistir”. Así nacía la gran canción radial de una banda under, casi como un ejercicio de estilo compositivo utilizando el modelo de toda gran canción cebolla, al estilo de un bolero, siguiendo los ingredientes de una receta que cuando es bien cocinada no puede fallar. Junto con “La Rabia”, también nacieron los temas “Exorcismo” y “Corazón al barro”, dándole carácter al disco que llevaría por nombre “Antídoto”.
Para este álbum, la lírica sería tarea de Omar Acosta, a excepción de las canciones "El cielo va a estallar" y Siempre ha sido asi" a diferencia de  sus discos anteriores y futuros, donde la mayoria de letras pertenecen a Kretschmer. Carlos declará: “Era una exploración en hacer letras más directas. Omar se hizo cargo de escribirlas y quería experimentar esa faceta de hacer canciones de otra forma, de salir de la típica canción de los BBS, existencialista y abstracta”. 
”Antídoto” se comenzó a grabar en agosto de 2007 en el “Estudio Elástica”, propiedad de Mariano Pavez. Trece canciones (más una canción oculta), en su mayoría compuestas música y letra por Acosta, quien además tuvo que grabar las partes de su compañero Pedro López, que, quejado por una severa tendinitis, dejaría de tocar por casi un año. El disco presentaba un sonido distinto al que la banda acostumbraba a mostrar, canciones mas radiales y contagiosas. “En este disco había mucha más claridad, pero Mariano lo cambió harto en el estudio, nuestras guitarras no sonaban así, ni en vivo ni en ensayo”, dijo Acosta sobre el sonido de Antídoto. El disco fue publicado a fines de 2007 bajo el sello M&M, sello de Robledo y Swing Productora de Carlos Lara, con mil copias fabricadas. 
El portal de rock Rockaxis destaca el álbum como uno de los 10 mejores discos chilenos del 2007 dedicándole palabras como "No dejan de sorprender con cada nuevo lanzamiento, haciendo palpable una notoria evolución y madurez que se manifiesta desde sus primeros años".

### La victoria del perdedor, reincorporación de Juan Herrera y nuevos lanzamientos. (2009-2013)
Camino a cumplir 18 años de carrera, el 14 de junio de 2008, BBS realizan una importante presentación en vivo en la “Sala SCD” de Vespucio. Esa noche, de nuevo bajo la dirección de Mauricio Rudolphy, se filma el concierto aniversario de sus dieciocho años, un registro que más tarde sería editado en formato DVD y CD, inspiradamente titulado “La Victoria del Perdedor”, su primer registro audiovisual oficial, que también incluiría la reedición de los históricos y casi desaparecidos discos “Fábricas mágicas… Lápidas tétricas” y “Hardcore para Señoritas”, dando forma a un grueso material de aniversario que también contó con un set de piezas gráficas basadas en los afiches diseñados desde casi siempre por un eterno colaborador de BBS, Rodrigo “Pelao” Mellado, junto con material fotográfico del archivo de Sebastián “Manson” Jiménez, por largos años fotógrafo oficial del grupo. El trabajo saldría a la luz finalmente en octubre de 2009.
Al mismo tiempo que el cuarteto se ocupaba en la edición y fabricación de su primer DVD oficial con el apoyo del sello Oveja Negra, continuaron tocando en vivo de manera intensiva y casi compulsiva, como será la tónica de todo este periodo de seis años, hasta 2014. Con ese espíritu la banda participó en grandes conciertos, como el “Family Day Festival” en Argentina realizado en octubre de 2008, y en la segunda y recordada edición de la Cumbre del Rock, realizada en enero de 2009 en el Club Hípico, donde encabezaron el cartel junto a las agrupaciones más emblemáticas y longevas del rock independiente en el escenario Rockaxis. Dos meses después en marzo, abrieron el concierto de la banda norteamericana Circle Jerks en el Teatro Novedades. 
”La Victoria del Perdedor” sería lo último que la banda haría con Robledo como manáger, quien dejo de trabajar con BBS a fines de 2008 tras finalizar su contrato como representante, y fue también la última participación oficial de Daniel Tobar, quien continuó unos cuantos meses más para luego abandonar tras el nacimiento de sus mellizas. 
En mayo de 2009, con varios recitales por delante y golpeados por la salida de Tobar, BBS debe buscar un nuevo baterista, por lo que contactaron a su viejo compañero de banda Juan Herrera, con quien habían arreglado sus diferencias en los años previos. Herrera toco su primer show con la banda desde 2002 en la Taberna Rock de Concepción.  
En octubre del 2010 la banda lanzó el sencillo Irreparable, por Takesale. Su video oficial fue lanzado el 3 de mayo de 2011, dirigido por Juan Francisco Olea.
El 24 de octubre, la banda teloneó a Green Day, junto a la banda de punk argentina Attaque 77.
El 8 de diciembre, la banda compartió junto a Pennywise,
El 26 de junio de 2011 la banda realiza el concierto de aniversario de sus 20 años de trayectoria en el Teatro Caupolicán ante más de 5.000 personas en las tribunas marcando uno de los hitos más importantes del punk chileno hasta entonces.
En abril del 2012, los BBS participaron en la segunda versión del Festival internacional Lollapalooza en Chile. tocando en el escenario principal junto a Foo fighters
En 2012 La banda realiza una extensa gira nacional celebrando sus 20 años junto a la histórica banda de metal Criminal
A fines de 2012 la banda realiza un nuevo ep Split junto a la histórica banda Californiana White Flag llamado ""Og Bo Toyy"" por el sello Bolchevique; Cabe destacar que el arte del disco fue realizado por raymond pettibon, artista norteamericano creador del logo de Black Flag, además diseñar el arte de todas las producciones del grupo de las cuatro barras negra, de todos los discos Off! y de algunos de Sonic Youth, lo que, sin duda, le da un mayor plus a “Og Bo Toyy”.
En 2013, la banda realiza más de 27 conciertos en Chile, destacadas presentaciones en ciudades como Valparaíso, Coquimbo, Santiago y Concepción, además de una mini gira junto a las bandas argentinas Shaila y Smitten. En abril de 2013 se presentaron junto a la banda norteamericana Tomahawk en el sideshow de Lollapalooza en Chile

### Cruces (2014-2017)
2014  fue el año de la publicación de un nuevo disco, "Cruces" un disco con un concepto nuevamente: la muerte como consigna, la vida y la trascendencia como ley motiv. El disco fue nominado como mejor Disco del año y Mejor banda de rock del año 2014 en los Premios Pulsar. Fue grabado y mezclado por  César Ascencio en Estudios Bolchevique (Santiago de Chile) y Masterizado por Gonzalo 'Chalo' González en Estudios CHV.
En el año 2016  (4 de noviembre) la banda celebra sus 25 años de existencia ininterrumpida con un gran concierto ante un Teatro Caupolicán con 3.500 personas, distintas generaciones congregadas ante un nuevo hito del cuarteto. para conmemorar el hito el Sello Pulpa Discos publica el disco homenaje "Paranoia Colectiva" donde 26  bandas rinden tributo a la carrera de la banda.

### Delusional (2018-2021)
En 2017 la banda se concentra en la composición y ensayo para su nuevo disco 2018. Al respecto Radio Futuro publica el 26 de diciembre de 2017: "BBS Paranoicos se encuentra preparando su nuevo disco de estudio, el primero desde ‘Cruces’ de 2014. Y lo están haciendo bajo la producción de una leyenda del hardcore y el punk rock: Bill Stevenson, fundador de Descendents, una de las bandas fundamentales del estilo a nivel mundial y todo un referente para la escena donde se mueve el cuarteto nacional. Y que como productor tiene a su haber trabajos con bandas como Black Flag, NOFX, Lagwagon y Rise Against".
Este disco fue grabado en Estados Unidos en los estudios The Blasting Room propiedad de Stevenson, quien acordó ser su productor tras el show donde la banda chilena fue el acto de apertura para  ""Descendents"" por primera vez en Chile en diciembre de 2016.
Delusional es el título de este nuevo álbum que vio la luz el 15 de julio de 2018 a través de todas las plataformas de streaming por el sello local Pulpa Discos Archivado el 5 de agosto de 2019 en Wayback Machine. . Cabe destacar que su primer adelanto de este disco, el sencillo "No lo veo como tú" logró posicionarse en el lugar #3 de las 50 canciones más virales de Chile según Spotify.
BBS Paranoicos confirma nuevos conciertos bajo el alero de este nuevo disco, entre ellos el importante festival Cosquín Rock Chile 2018. La banda está próxima a realizar el concierto de lanzamiento en Discoteque Blondie el 1 de septiembre, para iniciar así una gira promocional a lo largo de Chile y empezar a expandir su música por toda Latinoamérica. Algunos de los conciertos destacados de esta gira promocional en Lima, Perú con la banda más importante del punk rock peruano: Inyectores, el Festival Domination en Ciudad de México junto a bandas como Kiss, Alice Cooper, Limp Bizkit, Dream Theater, entre otras y la Cumbre del Rock Chileno en Santiago, Chile.

### Premio Pulsar 2019
Gracias al excelente nivel alcanzado por su disco Delusional , la banda fue nuevamente nominada a los Premios Pulsar 2019 , el más importante galardón otorgado a la Música chilena donde se imponen en la Categoría 'Mejor Artista de Rock 2019. Superando en las preferencias del jurado a artistas como Pillanes, Rama, Nano Stern y Cadenasso. Convirtiéndose en un hecho inédito que una banda de hardcore punk consiga tan importante premio. Inmediatamente la banda anuncia una gira nacional para celebrar el reconocimiento más grande de su carrera. La gira #TourDelusional contempla 15 fechas por ciudades de Chile con cobertura de prensa y excelentes resultados de convocatoria y crítica.

### Celebración de sus 30 años de carrera, Nuevo Ep y Publicación de Libro biográfico
En 2021 la banda cumplió treinta años de trayectoria ininterrumpida, hito que fue celebrado con un gran concierto de aniversario realizado en el Teatro Centenario de Santiago de Chile, la noche del 30 de diciembre de 2021. 
Al mismo tiempo se realiza la edición de su biografía oficial titulada "Tanto Insistir. La historia de BBS Paranoicos", escrito por la periodista Rossana Montalbán. El libro obtuvo una gran acogida entre su multitudinaria y fiel fanaticada por haber logrado retratar fielmente el espíritu de la banda, sus logros y su crecimiento e importancia musical como pioneros del hardcore y el punk rock melódico en Chile, y es considerada la primera gran biografía propiamente tal de una banda surgida en la segunda generación de la escena punk local, documentando por primera vez la larga historia de los músicos y su relevancia. El libro fue lanzado en enero de 2022, y reseñado en España.
En paralelo con su show de aniversario y mientras la banda aún se encontraba en el escenario, se edita  un Ep con dos nuevas canciones en formato Digital llamado "Por 30 más". Lanzado el 30 de diciembre de 2021 en Spotify.
En el segundo semestre del año 2022, la banda anunció el 30 de septiembre la salida de Omar Acosta por “diferencias irreparables”. Esto en medio de su tour “30 años” y un día antes de su presentación en Concepción. La banda evitó entregar antecedentes mayores sobre la salida de Acosta.
En reemplazo de Acosta, y frente a las próximas fechas, la banda invita a Cristóbal Aedo (Voz) y a Ignacio Ibarra como guitarra y voz, la banda debutó con sus invitados en un concierto en el Teatro Centenario de La Serena el 3 de diciembre de 2022, posteriormente la banda realiza una serie de presentaciones en vivo, donde destaca su show de apertura a los norteamericanos Rise Against en marzo de 2023. 
Tras la incorporación definitiva de Ibarra, la banda edita "Fantasmas" un nuevo single, en formato digital.

### Fallecimiento de Omar Acosta
Tras su abrupta salida de la banda, Su exvocalista se dedicó a realizar presentaciones con su banda ""Bonzo"", conciertos acústicos y algunos shows eléctricos bajo el nombre de ""Omar Acosta Full Band", sin embargo tras casi un año de actividad en solitario, inesperadamente el 19 de octubre de 2023, Omar Acosta Villanueva trágicamente fallece debido a un infarto cardiaco durante las horas de la tarde, en casa de su madre en El Quisco. La lamentable noticia caló hondo en todos sus seguidores y causó impacto en la comunidad del Rock Chileno. Omar Acosta había nació el 18 de febrero de 1978, falleciendo a los 45 años, Se integro a BBS Paranoicos en 1996 como guitarrista y tras la publicación del ep "El ensayo" en 2001, asumió la voz principal de la banda, destacandose por su prolijo trabajo musical.

### Lanzamiento nuevos singles 2025 y album "Claroscuro"
El 31 de enero de 2025, y tras un necesario receso, la banda anuncia en los medios que se encuentra trabajando en un nuevo disco con canciones originales, el 31 de enero se publica  "A cada segundo" y el 28 de febrero "Ágape" ambos singles disponibles en plataformas de streaming.  La banda libera un nuevo videoclip para "A cada Segundo"  trabajo filmado y editado por los propios integrantes de la banda.
El día 8 de mayo la banda publica oficialmente su nuevo disco de estudio "Claroscuro" ,su décimo disco de estudio, un hito significativo para esta banda formada en 1991. El álbum fue compuesto  durante un profundo proceso de duelo, reflexión e introspección que los mantuvo alejados de los escenarios durante el año 2024. El disco contiene 16 canciones en aproximadamente 50 minutos de duración
"Claroscuro" fue grabado en Estudios Foncea y en Chupelupe Lab (Santiago de Chile). La producción, grabación, mezcla y masterización estuvieron a cargo de Ignacio Ibarra Peña , con la asistencia de los ingenieros Manuel Castro e Iván Aracena, entre los meses de diciembre de 2024 y febrero de 2025. El arte del disco fue realizado por el destacado ilustrador colombiano "Gustavo Garavato", quien posee trabajos con Aerosmith, The Offspring, Dead Kennedys , Cipress Hill, The Casualties y Royal Blood, entre otros).
EL dia 20 de mayo se publica en su canal de Youtube el videoclip oficial para la canción  Claroscuro grabado por Pacifica Films bajo la dirección de Rodrigo Sandoval.

## Integrantes
| Miembros actuales - Carlos "Ozz" Kretschmer – bajo, voces, coros (1991–presente) - Pedro López – guitarras, coros (1991–presente) - Juan Herrera – batería (1991–2003, 2009–presente) - Ignacio "Nachoko" Ibarra – guitarras, voces, coros (2022–presente) | Miembros anteriores - Álex "Hormiga" Patiño – voces (1991–1999) - Omar Acosta – voces (1999–2022); guitarras, coros (1996–2022) (fall. 2023) - Cedric Otero – guitarras (1994–1999) - Boyle – batería (1991) - Rodrigo Memo Barahona – batería (2003–2004) - Daniel Tobar – batería (2004–2009) - Cristóbal Aedo – voces (2022–2023) |

## Discografía
Singles
- Ágape" (2025, Problematic)
- A Cada Segundo" (2025, Problematic)
- Fantasmas" (2023, Problematic)
- Buscando Culpables" (2020, Pulpa)

Álbumes de estudio
- Claroscuro (2025, Problematic)
- Delusional (2018, Pulpa, Inhumano)
- Cruces (2014, Bolchevique, Inhumano)
- Antídoto (2008, M&M)
- Capital (2003, Alerce, Inhumano)
- Algo No Anda (2001, TaKe Sale!, Discos Suicidas)
- Collage (1999, TaKe Sale!, Alerce, Alerta)
- Hardcore Para Señoritas (1997, TaKe Sale!, Deifer, Inhumano)
- Fábricas Mágicas... Lápidas Tétricas (1995, Toxic Records)
- Incierto Final (1993, Alerce)

Álbumes en vivo
- La Victoria Del Perdedor (2010, Oveja Negra)

Álbumes compilatorios
- BBS Paranoicos 30 años, BOXSET  7 Cds. (2022, M&E)
- Cambia El Tiempo. (Antología 1993 - 2003)  (2003, Alerce, Alerta!)
- The History of BBS Paranoicos (2001, Martyr To The Scene, Paranoia)

Splits
- Og Bo Toyy: BBS Paranoicos / White Flag   CD (2012, Furia)
- BBS Paranoicos / Ego Means Survival  CD/LP (2001, Volxdroge, Ta Ke Sale!, Bloodshed, Stay True)
- BBS Paranoicos / Desperate Cry (1997, Jurassic Punk)

Eps
- Por 30 Más" (2021, Problematic)
- Dos (2005, Alerce)
- Uno (2005, Alerce)
- El Ensayo CD/K7 (2000, TaKe Sale!)

Demos
- Dulces Bebés Paranoicos (1991)

## Videografía
- 2025 - "Claroscuro"
- 2025 - "A Cada Segundo"
- 2020 - "Eterno Retorno"
- 2019 - "Daño Permanente"
- 2019 - "Delusional" (Lyric Video)
- 2019 - "Mis Demonios" (Lyric Video)
- 2018 - "Sanatorio"
- 2018 - "No Lo Veo Como Tú" (Lyric Video)
- 2014 - "Lo Peor de Mi"
- 2014 - "Sin Salida"
- 2012 - "No Volví"
- 2012 - "No Siento Culpa"
- 2012 - "Exorcismo"
- 2011 - "Irreparable"
- 2009 - "Corazón Al Barro"
- 2007 - "La Rabia"
- 2004 - "Nueva Uno"
- 2004 - "Cristales"
- 2004 - "Ruidos"